# Tiffany
Tiffany Renee Darwish (Norwalk, Kalifornija, SAD, 2. listopada 1971.) poznatija samo po svom prvom imenu, je američka pjevačica, tekstopisac, i bivša teen ikona. Najpoznatija po svojoj obradi pjesme "I Think We're Alone Now", koju su prvobitno snimili Tommy James and the Shondells, 1967. godine. Pjesma se nalazi na njenom debitantskom studijskom albumu, Tiffany. 
Zahvaljujući prvoj turneji po šoping centru, "The Beautiful You: Celebrating The Good Life Shopping Mall Tour '87", Tiffany je pronašla financijski uspjeh; i singl i album dominirali su ljestvicama, pa tako i na prvom mjestu Billboard Hot 100 i Billboard 200 ljestvica. Singlovi "Could've Been" i "I Saw Him Standing There", i obrada pjesme Beatlesa' "I Saw Her Standing There", su se također ubrzo našli na prvom mjestu Hot 100 ljestvice.
Iako se na Tiffanyijevom drugom albumu, Hold an Old Friend's Hand, nalazio singl koji se našao u top 10 na ljestvicama Billboard 200, koji je također postao platinasti singl, komercijalno nije postigao uspjeh prvog. 1990-ih Tiffany je izdala dva albuma, New Inside, i jedan samo u Aziji Dreams Never Die, nijedan nije pobudio veći interes publike. Tiffany se vratila 2000. godine s albumom nakon šest godina neaktivnosti, The Color of Silence. Album je zadobio manji kritički uspjeh, ali skoro pa nikakav uspjeh kod publike. Od tada, Tiffany je objavila još četiri studijska albuma, i jedan kompilacijski album s obradama pjesama iz 1980-ih, te još uvijek nastupa.
Izvan glazbe, Tiffany je pozirala gola za Playboy te je sudjelovala u nekoliko reality showova, neki od kojih su Celebrity Fit Club (slično showu životu na vagi), i Hulk Hogan's Celebrity Championship Wrestling, te je glumila u raznim horor i Sci-Fi filmovima, neki od kojih su Necrosis, Mega pirana, i Mega Piton protiv Gatoroida, u kojem je glumila zajedno s teen idol kolegicom, Debbie Gibson.

## Diskografija
- Tiffany (1987.)
- Hold an Old Friend's Hand  (1988.)
- New Inside (1990.)
- Dreams Never Die (1993.)
- The Color of Silence (2000.)
- Dust Off and Dance (2005.)
- Just Me (2007.)
- Rose Tattoo (2011.)
- A Million Miles (2016.)
- Pieces of Me (2018.)

## Filmografija
- Jetsons: The Movie	kao Judy Jetson (glas)
- Out of this World kao Tiffani (epizoda: "I Want My Evie TV")
- That '80s Show kao Candy (epizoda: "Punk Club")
- Death and Texaskao pjevačica nacionalne himne
- Kako sam upoznao vašu majku kao cura iz katoličke crkve (epizoda: "Sandcastles in the Sand")
- The Isolationist kao Barbara (kratki film)
- Mladi i nemirni kao pjevačica božićnih pjesama (1 epizoda)
- Necrosis kao Barbara
- Mega piranha kao Sarah Monroe (televizijski film)
- Mega Piton protiv Gatoroida kao Terry O'Hara
- Robot Chicken kao razni glasovi